# Never for ever
Never for ever is het derde album van singer-songwriter Kate Bush en dateert uit 1980.
Het album behaalde in het Verenigd Koninkrijk de nummer 1-positie en maakte aldaar van Kate Bush de eerste Britse vrouwelijke soloartiest met een no. 1 album. In de Nederlandse album top 100 behaalde het de 4e plaats.
Het album bevat het nummer Babooshka, een van Kate Bush haar grootste en bekendste hits.

## Achtergrond
Na haar ervaringen met het maken van Lionheart, nam Kate Bush voor het eerst de touwtjes in handen als muziekproducent.
Never for ever was het eerste album van Bush dat synthesizers, drummachines en de Fairlight CMI bevatte. Het gebruik van de muziekinstrumenten is zeer divers; zo hoort men voor pop en rockmuziek enigszins ongebruikelijke instrumenten zoals balalaika's, de sitar, koto's, de lirone, mandolines, de bodhrán en zelfs een zaag.
Literaire en cinematografische invloeden zijn rijk op het album. The infant kiss is gebaseerd op het verhaal The turn of the screw door Henry James. The wedding list was geïnspireerd op de film The bride wore black van cineast François Truffaut. Delius (song of summer) is gebaseerd op de laatste jaren van componist Frederick Delius. In Blow away (for Bill), een ode aan lichtontwerper Bill Duffield dewelke de dood vond tijdens haar Tour of life, noemt zij enkele overleden muzikanten, te weten Minnie Riperton, Keith Moon, Sandy Denny, Sid Vicious, Marc Bolan en Buddy Holly.
De hoes bevat een illustratie van Nick Price en werd tot Greatest album cover of 1980 benoemd door het tijdschrift Record Mirror.

## Singles
De eerste single van het album was Breathing, een nummer over nucleaire fall-out. Het behaalde de 16e plaats in de UK singles chart, de 44e plaats in de Nederlandse Single top 100 en de 25ste plaats in de Belgische radio 2 top 30.
De tweede single werd Babooshka dat een van de grootste hits van Kate Bush zou worden. In het Verenigd Koninkrijk klom het tot de 5e plaats in de hitlijsten, in Nederland behaalde het de 15e plaats. In Australië bereikte het zelfs de 2e plaats en was aldaar de 20ste best verkopende single van het jaar 1980.
De laatste single werd Army dreamers, een nummer over een moeder die lamenteert over haar in het leger overleden zoon. Het bereikte in het Verenigd Koninkrijk de 16e plaats en in Nederland de 25ste.

## Trivia
In december 2021 bleek uit de stemresultaten voor de NPO Radio 2 Top 2000 van dat jaar dat het nummer All we ever look for het meest gestemde nummer was in de gemeente Urk. Het was de enige gemeente waar het nummer zo hoog scoorde. Er was echter geen verklaring waarom het juist op Urk het meest gestemd werd. Ondanks deze goede score op Urk haalde het de Top 2000 uiteindelijk niet.

## Nummers
1. Babooshka
2. Delius (song of summer)
3. Blow away (for Bill)
4. All we ever look for
5. Egypt
6. The wedding list
7. Violin
8. The infant kiss
9. Night scented stock
10. Army dreamers
11. Breathing